# 폴리카르포스

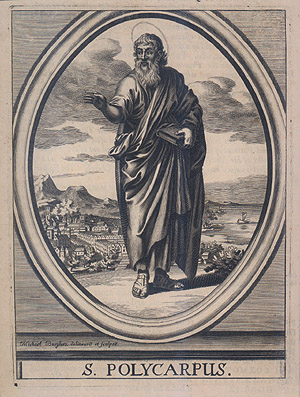
성 폴리카르포스

폴리카르포스 혹은 폴리캅(그리스어: Πολύκαρπος, Polýkarpos, 69 ~ 155년)는 초기 기독교 시대 스미르나의 주교이자 신학자이다. 사도 요한의 제자이다. 로마 가톨릭교회와 동방 정교회, 오리엔트 정교회 등에서 성인으로 공경하며, 축일은 2월 23일이다. 이름의 의미는 그리스어로 '많은 열매'이다.

## 생애
폴리카르포스의 생애에 대해서는 《폴리카르포스 순교록》, 《이단 반박》, 《플로리누스에게 보내는 서신》, 《이냐시오의 서신》, 《필립보에 보내는 서신》을 참고할 수 있다. 사도 요한을 위시하여 예수님을 직접 본 제자들과 많은 접촉을 통해서 정통 초대교회의 신앙의 가르침을 받은 인물이다. 사도 시대와 그 이후를 잇는 뛰어난 저술가로, 초기 그리스도교 역사에 중요한 인물이다.

### 직책과 성향
폴리카르포스는 로마의 교황 클레멘스 1세와 안티오키아의 이그나티오스와 함께 1~2세기 3명의 위대한 주교로 불린다. 폴리카르포스의 설교를 들으면서 자라난 이레네오에 의하면 폴리카르포스는 이단인 발렌티누스주의와 마르키온주의와 다른 이단에 격렬히 반대하였고, 초대교회 진리에 대하여 열성적으로 증거했다고 한다. 대부분의 사도들이 죽고난 이후에 활동했다. 그의 주된 역할은 사도 요한과 연락을 주고 받으며, 참된 진리를 전파하는 역할이었다.

### 로마 방문과 부활절 논쟁
A.D. 155년 폴리카르포스는 로마 교회를 방문한다. 이레네오에 의하면, 폴리카르포스는 교황 아니체토를 방문하였다. 방문 당시 아시아의 교회와 로마를 위시한 서방 교회의 차이점에 대하여 논의하였다. 두 주교는 특정 부분은 빠른 의견 일치를 했다. 하지만, 부활절 날짜와 관련해서는 의견 일치를 보지 못하였다. 아시아의 교회들은 동방 교회의 가르침대로 니산월 14일에 유월절 이후에 부활절을 지키고 있고, 서방 교회들은 유월절을 계산하는 유대교에게 종속되는 것을 막고, 당시 달력 계산이 부정확하였으므로 당시 기준 가장 정확한 로마의 달력으로 춘분 후 만월 뒤에 오는 일요일에 부활절을 지키고 있었기에 이 사안에 대하여 의견을 좁히지 못하였으나 서로의 가르침을 존중하여 함께 일요일에 성찬례를 거행하였다.
이레네오는 나중에 이 일을 서신에 이렇게 기록하였다. 
“이들 중에는 당신의 전대 지도자, 아니체토, 비오, 히지노, 텔레스포로, 식스토를 계승해서, 현재 당신이 주교로 있는 교회를 책임맡고 있는 소테르 이전의 장로들이 있었습니다. 그들은 부활축제일(십사일파의 부활절-Quatrodeciman Easter)을 지키지도 않았고, 자신들이 주동이 되어서 부활축제를 보내는 것도 허락치 않았습니다.
그러나 그들은 부활축제일을 지키지 않았음에도 불구하고 부활축제를 지키고 있는 교구에서 온 사람들과 평화롭게 살았습니다. 또 (로마에서) 부활축제를 지키는 사람들은 지키지 않는 사람들에게 반감을 갖지 않았습니다.
(중략)
그리고 축복받은 폴리카르포스가 아니체토의 재임 기간에 로마를 방문했을 때, 그들은 다른 문제들로도 사소한 의견 차이를 보였지만, 곧 이 문제에 대해서 논쟁을 멈추고 평화를 찾았습니다.
아니체토는 폴리카르포스에게 '그날'을 지키지 말라고 설득하지 않았습니다. 왜냐하면 폴리카르포스는 주님의 제자인 요한과, 자기가 친숙하게 지내던 다른 사도들과 더불어 '이날'을 지켜왔기 때문입니다.
폴리카르포스 역시 아니체토에게 그날을 지키라고 설득하지 않았습니다. 아니체토는 자기 앞대의 장로들이 준수하던 관습을 지켜야만 한다고 대답했기 때문입니다.
상황은 이러했지만 그들은 서로 친교를 유지했으며 아니체토는 교회 안에서 폴리카르포스가 성찬례를 거행할 수 있도록 해 주었습니다.
그들은 평화로이 헤어졌으며, 전체 교회는 그날을 지키는 사람이나 지키지 않는 사람에게나 모두 평화로운 상태였습니다.”
-『에우세비오 교회사』

### 폴리카르포스의 순교
교황 아니체토와의 만남 이후 스미르나로 돌아온 그는, 마르쿠스 아우렐리우스 황제의 그리스도교 박해로 인해 체포되었다. 이교도의 신에게 제사 드리기를 거부하여 화형을 당하였다.

《폴리카르포스 순교록》이 전하는 원 기록은 다음과 같다:
"86년간 하느님을 섬겼다. 하느님은 나에게 어떤 것도 틀린 것을 주신 일이 없다. 그런데, 어떻게 내가 하느님이자 나의 구원자를 모독할 수 있단 말인가? 당신은 일순간 나를 태울 불로 나를 위협하고 있다. 나는 곧 타 없어지겠지. 하지만, 당신은 악인들을 위해 영원히 타는 지옥불에 대하여 모르는구나"— 폴리카르포스의 순교록

## 같이 보기
- 사도 시대